# Helisiusok
A helisiusok a lugiusok törzséhez tartozó kisebb germán néptörzs. A ligiusok a mai Alpoktól északra éltek, kisebb csoportjaik helyét azonban szinte lehetetlen meghatározni. A helisiusok talán a mai Schleswig-Holstein területén élhettek. Tacitus említi őket Germania című munkájában.